# Bionic Bay
Bionic Bay é um jogo eletrônico de plataforma co-desenvolvido pela Mureena e Psychoflow Studio, e publicado pela Kepler Interactive. O jogador assume o controle de um cientista sem nome que deve escapar de um antigo mundo biomecânico cheio de armadilhas e perigos perigosos. Foi lançado em 17 de abril de 2025 para Microsof Windows e PlayStation 5.

## Jogabilidade
Bionic Bay é um jogo de plataforma 2D baseado em física. O jogador assume o controle de um cientista que é transportado para um mundo biomecânico após um acidente de laboratório. Para sobreviver e escapar deste mundo, ele deve superar vários desafios de plataforma e contornar perigosos perigos ambientais. O personagem do jogador está equipado com várias habilidades, como a capacidade de desacelerar brevemente o tempo, arremessar objetos telecineticamente pelo ambiente, inverter a gravidade e trocar de lugar com objetos. Bionic Bay também apresenta um modo online no qual os jogadores podem competir uns contra os outros para chegar ao topo de uma tabela de classificação global.

## Desenvolvimento
Juhana Myllys, que já trabalhou em jogos como Badland e Badland 2, foi a diretora criativa. O desenvolvimento começou após um encontro casual entre Myllys e o Psychoflow Studio, que exibiu clipes de uma mecânica de jogo de teletransporte no Reddit. Embora o teletransporte seja a mecânica central do jogo, o escopo do projeto se expandiu para incluir mais poderes, e os jogadores têm a tarefa de combinar essas habilidades para resolver quebra-cabeças ambientais. Visualmente, Bionic Bay foi inspirado por vários projetos, incluindo jogos como Portal, N+, Another World, Mirror's Edge, Oddworld, bem como obras de Buster Keaton, Matrix e arquitetura brutalista.
Bionic Bay foi anunciado pela editora Kepler Interactive em dezembro de 2024. Inicialmente programado para ser lançado em 13 de março de 2025 para Microsoft Windows e PlayStation 5, foi adiado para 17 de abril de 2025. A equipe também fez parceria com a PlayStation para uma skin de personagem baseada no ex-executivo Shuhei Yoshida, que também terá seu nível online especial.

## Recepção
Bionic Bay recebeu críticas "geralmente favoráveis" após o lançamento, de acordo com o site de agregação de críticas, Metacritic.

Andrew Webster, escrevendo para o The Verge, comparou a jogabilidade a Super Meat Boy, no qual os jogadores encontrarão "tarefas aparentemente intransponíveis". Embora ele tenha dito que Bionic Bay era difícil, encorajou os jogadores a experimentar diferentes mecânicas de jogo, pois o jogo salva o progresso do jogador com frequência. Anthony Franklin II, da Vice, recomendou fortemente Bionic Bay e descreveu-o como "uma experiência atmosférica, ocasionalmente assustadora, baseada em física, que é bonita em sua escuridão e um grande teste de habilidade de plataforma". Matt Miller, da Game Informer, descreveu-o como um "lançamento surpreendente e inovador, gerenciando o raro feito de jogabilidade consistente e gratificante do começo ao fim". Ele gostou da jogabilidade geral de plataforma e elogiou o design de níveis de Bionic Bay, que ele comparou favoravelmente a Inside e Portal. Apesar de descrever o estilo de arte como "de tirar o fôlego", ele sentiu que os ambientes se tornaram progressivamente opressivos. Enquanto Franklin observou que o jogo tinha um estilo de narrativa minimalista, Miller ficou desapontado com o fato de a história ser quase "inexistente", desperdiçando o potencial de seu cenário.